# カステル・ヴィスカルド
カステル・ヴィスカルド（伊: Castel Viscardo）は、イタリア共和国ウンブリア州テルニ県にある、人口約2,600人の基礎自治体（コムーネ）。

## 地理

### 位置・広がり
テルニ県北西部のコムーネ。

#### 隣接コムーネ
隣接するコムーネは以下の通り。括弧内のVTはヴィテルボ県所属を示す。
- アックアペンデンテ (VT)
- アッレローナ
- カステル・ジョルジョ
- オルヴィエート

### 気候分類・地震分類
カステル・ヴィスカルドにおけるイタリアの気候分類 (it) および度日は、zona E, 2287 GGである。
また、イタリアの地震リスク階級 (it) では、zona 3 (sismicità bassa) に分類される。

## 行政

### 分離集落
カステル・ヴィスカルドには、以下の分離集落（フラツィオーネ）がある。
- Le Prese, Monterubiaglio, Pianlungo, Viceno